# Камполонго Мађоре
Камполонго Мађоре (итал. Campolongo Maggiore) је насеље у Италији у округу Венеција, региону Венето.
Према процени из 2011. у насељу је живело 46 становника. Насеље се налази на надморској висини од 2 м.

## Становништво
| 1936. | 1951. | 1961. | 1971. | 1981. | 1991. | 2001. | 2011.  |
| ----- | ----- | ----- | ----- | ----- | ----- | ----- | ------ |
| 7.475 | 8.300 | 7.688 | 8.041 | 8.769 | 8.952 | 9.196 | 10.342 |